# Kymlinge
Kymlinge is een spookstation van de Stockholmse metro. Het station is in ruwbouw gereed, maar nooit voltooid, de lijn zelf werd in 1977 geopend. Het station ligt in een bosgebied aan lijn T11 van de blauwe route met uitzicht op het Igelsbäckensdal. Het gebied rond het station is een plaatselijk zeer bekend oefenterrein voor hardlopers en veel looproutes komen langs het station.

## Geschiedenis
In de plannen uit 1965 waren twee stations voorzien rond het Igelbäckensdal, Kymlinge op de noordhelling en Brotorp aan de zuidkant. Brotorp verdween uit de plannen maar de bouw van Kymlinge werd gestart aangezien tot eind jaren 70 van de 20e eeuw plannen bestonden voor een nieuwe wijk ten zuiden van Kista. Deze nieuwe wijk was voornamelijk bestemd om overheidsdiensten en zelfstandige bestuursorganen te vestigen die uit het centrum zouden verhuizen. De verhuisplannen werden gewijzigd en de overheidsinstellingen zijn vervolgens over het hele land verspreid zodat de bouw van de wijk werd geschrapt. Het ontwerp van het station was echter al gemaakt en om een station in de toekomst mogelijk te houden werd de ruwbouw, dat wil zeggen zonder verdeelhal, roltrappen en liften, toch voltooid.

## Toekomst
In het begin van de 21e eeuw werd de voltooiing van het station weer aan de orde gesteld. Deze voorstellen zijn echter nog niet tot concrete plannen gekomen mede omdat de Igelbäcken als natuurgebied is aangemerkt vanwege de aanwezigheid van de in Scandinavië zeer zeldzame vis bermpje.
In het kader van de verkiezingen van 2010 presenteerden de Sociaaldemocraten een voorstel voor de uitbreiding van het metronet, waaronder ook de opening van Kymlinge. In augustus 2015 liet projectontwikkelaar Vasakronan aan de krant Fastighetsvärlden weten dat ze werken aan de opening van Kymlinge met een bijbehorende ecologische wijk met tussen de 5000 en 7000 woningen. Het ontwerp kent een groot aandeel van houten appartementsgebouwen en autovrije straten. Politici van zowel de gemeente Sundyberg als het bestuur van Stockholms län hebben de plannen met gemengde gevoelens ontvangen. SL heeft laten weten dat de opening van het station mogelijk is als de huizen ten noorden van het station gebouwd worden.
De gemeente Sundbyberg gaat over de bouwvergunningen. Het is een controversieel onderwerp om te kiezen tussen bebouwing en het behouden van groen. Steun voor het bouwproject is gering en eind 2014 had de gemeenteraad nog unaniem gekozen om het natuurgebied uit te breiden met het terrein dat Vasakronan op het oog heeft.

## Subcultuur
Sommige subculturen hebben belangstelling voor het station. Zo zijn er op het perron verschillende ravefeesten gehouden en is het populair voor urban exploration. Het station als spookstation fungeert in de mythe rond de spooktrein zilverpijl die een zeldzaam rijtuigtype, C5, als voorbeeld heeft.

## Fotogalerij

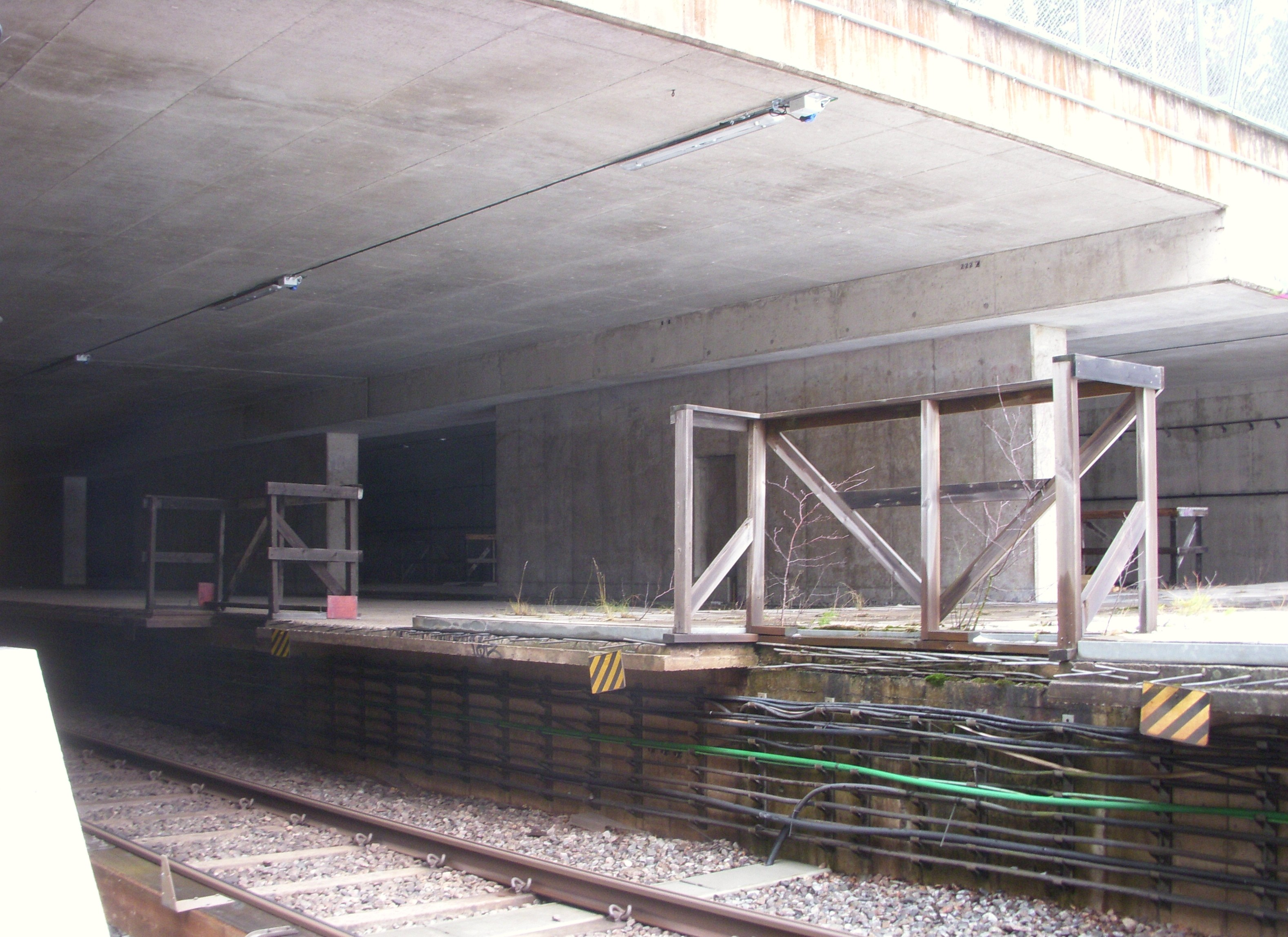
De ruwbouw
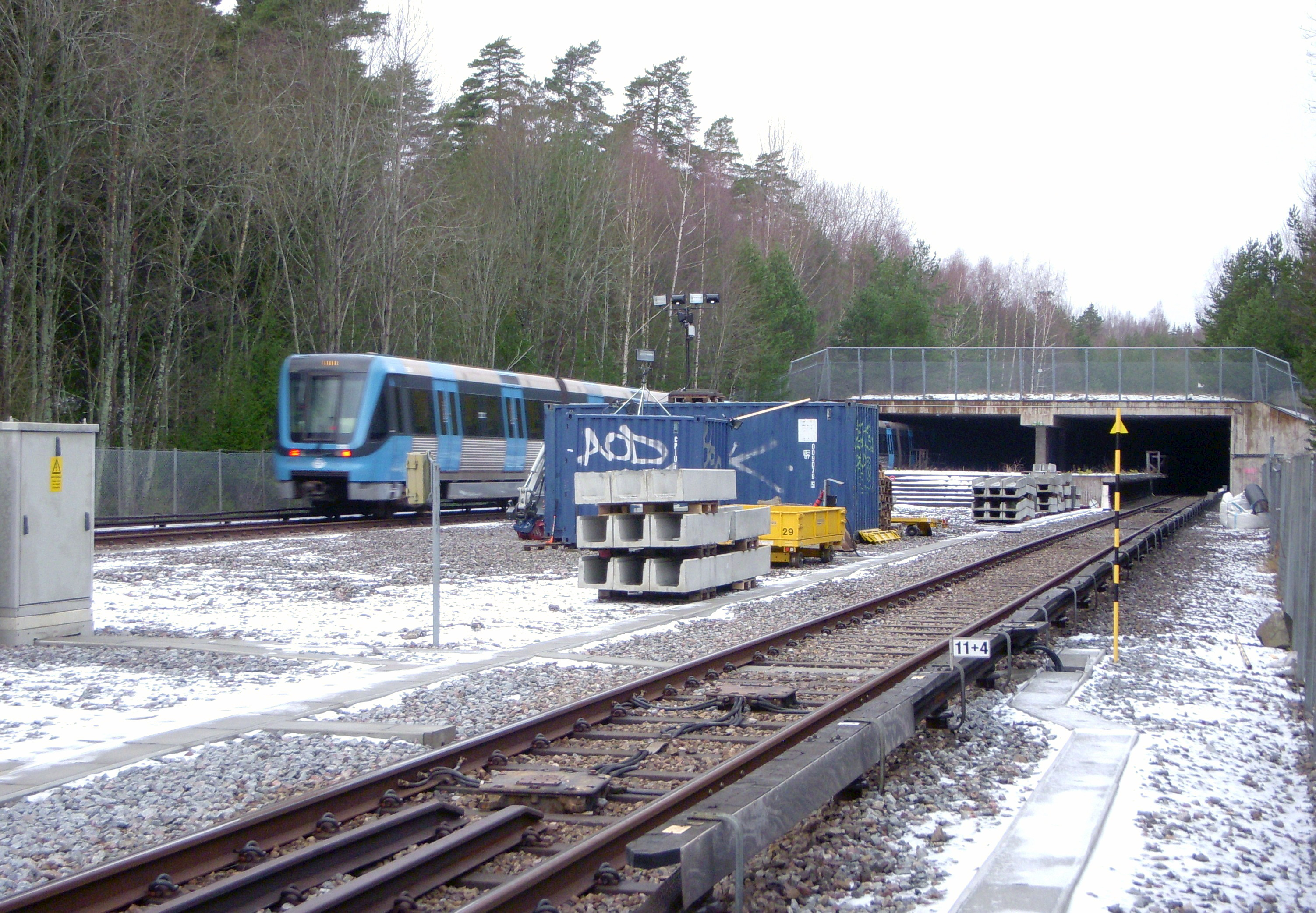
Metro passeert Kymlinge in noordelijke richting
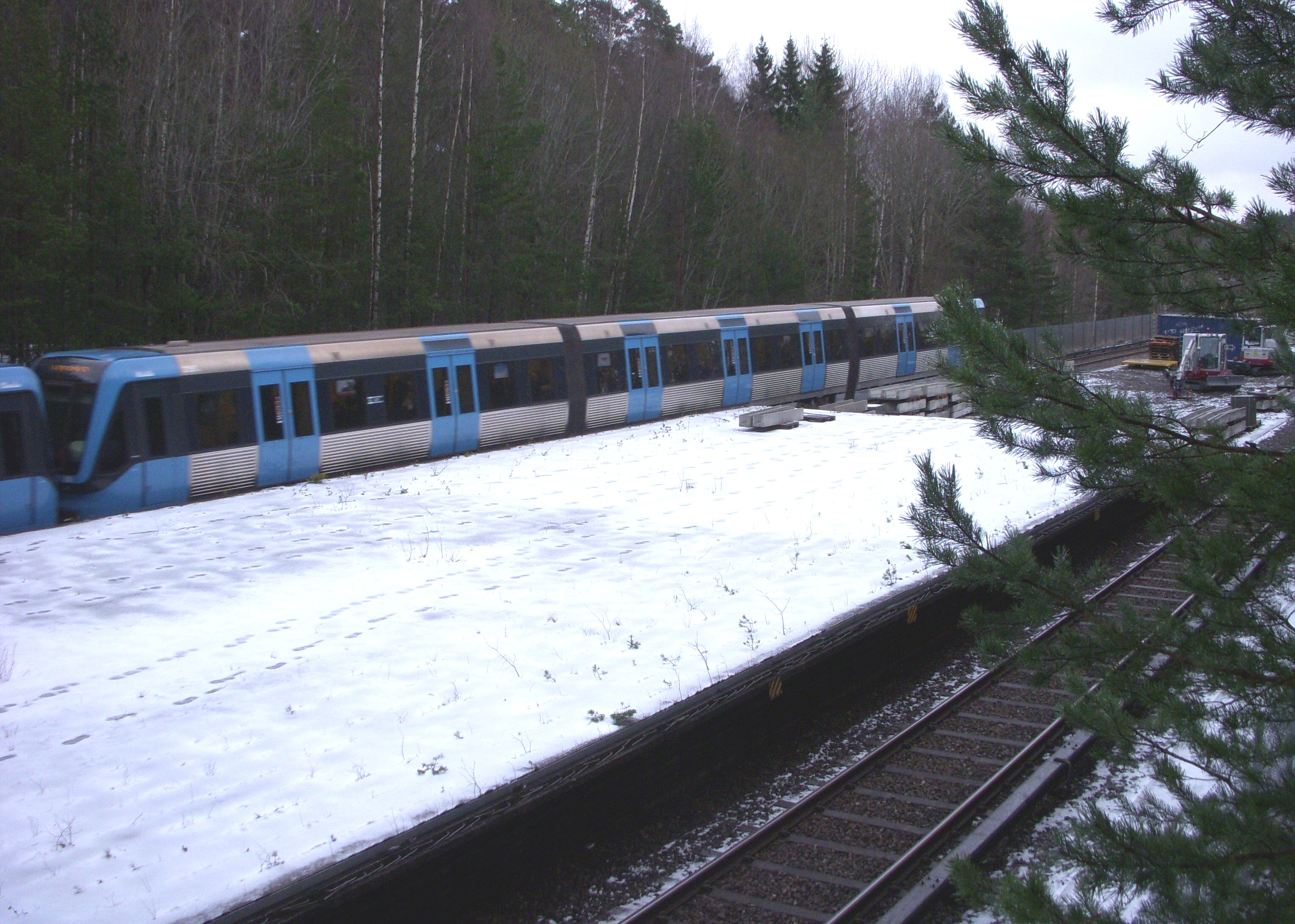
Metro passeert Kymlinge in zuidelijke richting
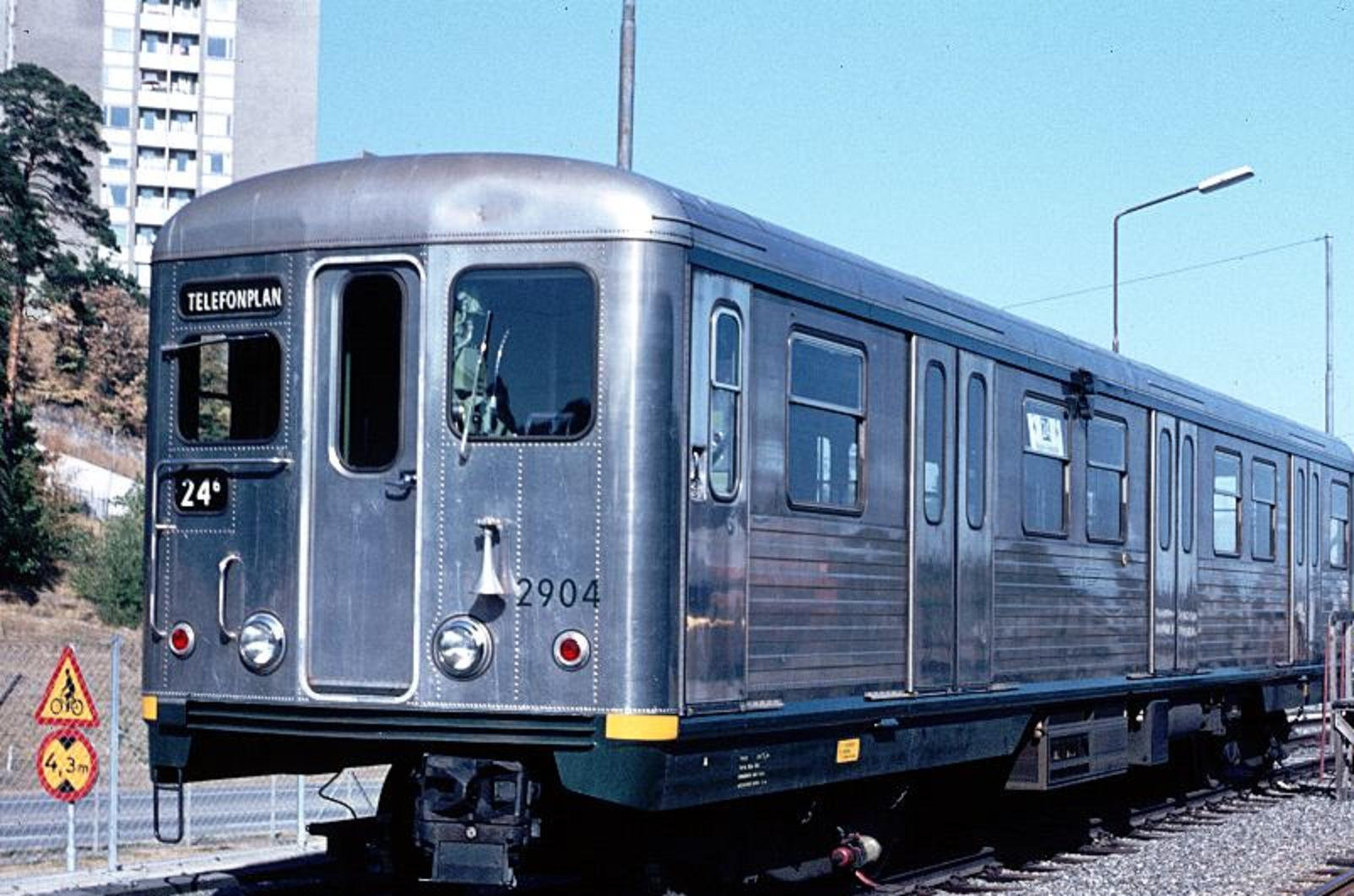
De C5

(Barkarby) ·
(Barkarbystaden)·
Akalla ·
Husby ·
Kista · 
(Kymlinge) · 
Hallonbergen · 
Näckrosen ·
Solna centrum · 
Västra skogen · 
Stadshagen ·
Fridhemsplan · 
Rådhuset ·
T-Centralen ·
Kungsträdgården · 
(Sofia) ·
(Gullmarsplan)·  
(Slakthuset) ·
(Sockenplan) ·
(Svedmyra) ·
(Stureby) ·
(Bandhagen) ·
(Högdalen) ·
(Rågsved) ·
(Hagsätra) ·
(Älvsjö)